# Напалм
Напалм (от английското napalm) е име, с което биват наричани голям брой запалителни течности, използвани за военни цели, които най-често са някакъв вид желиран бензин. „Напалм“ всъщност се нарича сгъстителят в тези течности, който смесен с бензин образува леплив запалителен гел. Разработен е в САЩ през Втората световна война от екип харвардски учени, ръководени от Луис Физер. Името произлиза от химикалите, първоначално добавяни към запалителната течност, за да се превърне тя в гел – алуминиеви соли на нафтеновата и палмитиновата киселина.
Лесно възпламеним, гори относително бавно с температура на пламъка около (900÷1100)°C в зависимост от вискозитета, отделя силен черен дим, добре прилепва към повърхността на атакувания обект дори при вертикална повърхност.

## История
През Втората световна война воюващите сили използват бензин в огнехвъргачките (огнепръскачка). Бензинът обаче има много нисък вискозитет и затова се разтича много бързо на голяма площ, а освен това и изгаря бързо, което води до намаляване на ефективността му като бойно средство.
Довоенните желеобразни запалителни средства използват за компонент-сгъстител каучук, сравнително дефицитен във военните години. През 1942 година учени от Харвардския университет под ръководството на доктор Луис Физер и Химическия корпус на армията на САЩ (U.S. Army Chemical Corps) намират решение, което не се нуждае от каучук. Откриват силнозапалителна и бавногоряща смес, която наричат напалм.
За пръв път напалмови бомби се използват във Франция.

## Производство, характеристики и видове
Напалм е прибавка към силногорящи вещества (бензин, керосин и др. нефтопродукти), комбинация от смеси, специални сгъстители от алуминиеви соли и органични киселини – нафтенова, палмитинова и др.
Количеството на сгъстителя към бензина е в съотношение (4÷11) %, като консистенцията на напалма може да бъде от много течна до почти твърда. В САЩ създават нов полиестерен напалм – тип „В“, действащ и прилепящ се дори към мокри повърхности.
При добавянето към напалма на специални самозапалващи се метални смеси се получава така нареченият супернапалм, особено подходящ за влажни и покрити със сняг цели. Този вид не бива да се гаси с вода.
Друга модификация на напалма е смес, към която се добавят магнезий и неорганични окислители, като температурата на пламъка се увеличава до 1600 °C, а образуваната при горенето шлака може да разтопи дори метал.
- Напалм -1 (NP1)

Гориво – бензин
Сгъстител – (М – 1):
Алуминиеви соли на кокосовото масло – 50%
Алуминиеви соли на нафтеновата киселина – 25%
Алуминиеви соли на олеиновата киселина – 25%
Общо в напалма сгъстители (4,2÷8,0)%
- Напалм -2 (NP 2)

Гориво – бензин
Сгъстител – (М – 2):
(М – 1) – 95%
Безводен силикагел 5% (3÷6%)
Съотношение – същото като при (NP 1)
- Напалм (УМ)

Гориво – бензин
Сгъстител – изобутилметакрилат 5%
Стеаринова киселина (3%-ен разтвор) – 95%
Общо в разтвора 10÷11%
- Напалм Б (NB)

Гориво – бензин 25% и Бензол 25%
Сгъстител – полистирол 50%
- Термит

Бариев нитрат 44%
Калиев нитрат 6%
Железен окис 21%
Алуминий на прах 13%
Магнезий на прах 12%
Свързващи вещества 4%
- Електрон

Магнезий на прах 90÷94%
Алуминий на прах 0,5÷8%
Цинк и магнезий 1,5÷5%
- Пирогел РГ

Бензин – 30%
Паста „ГУП“ – 49%
Магнезиеви стружки – 10%
Керосин – 3%
Бариев нитрат – 5%
Изобутилметакрилат – 3%
- Паста „ГУП“

Равни части магнезиев прах, магнезиев окис и активен въглен. Към тях се прибавя пречистен керосин и течен асфалт до получаване на желеобразна смес.

## Приложение
Напалмът се използва в авиационни бомби, снаряди, в преносими или механизирани огнемети и запалителни патрони, за поражение на жива сила, техника и създаване на пожари. За първи път се използва от САЩ във Втората световна война от 1942 година, във войната против Корея 1950 – 1953, и особено широко се използва от САЩ във войната във Виетнам 1964 – 1973 година. Използван е и в Ирак през 2003 г.
През 1980 година използването на напалм срещу мирно население е забранено с конвенция на съвета на ООН. САЩ не се присъединяват към това решение. На 15 май 2022 година по време на нападението над Украйна, Русия използва фосфорни бомби и запалителни снаряди 92M22C като температурата на последните достига 2-2,5 000 градуса по Целзий